# Yang Zhi
Dans ce nom chinois, le nom de famille, Yang, précède le nom personnel.
Yang Zhi (né le 15 janvier 1983) est un footballeur international chinois.

## Palmarès
- Championnat de Chine : 2009 (Beijing Guoan)
- Coupe d'Asie de l'Est : 2010 (équipe de Chine)